# Арак (пиће)
Арак (арап. عرق, каз. арақ), је алкохолно пиће које је, по производњи и конзумацији, широко распротрањено у земљама Блиског истока и средње Азије. 
Начин дестилације и уопште производња, захтева одређено техничко знање и посебну опрему. Сировине могу бити веома различите: млеко (кобиља или кравље), пиринач, грожђе, палмин сок. Пићу се најчешће додаје рафинисано уље аниса, које му даје карактеристичан укус, смешано са водом (или ледом). Пиће има карактеристичну млечну боју. Арак се обично конзумира у коктелима. Чисти напитак се користи као аперитив пре оброка или као дигестив после јела, додајући мало кафе.
Пиће је нарочито популарно у неким арапским земљама: Сирији, Либану, Израелу, Јордану, те Ираку, и Палестинским територијама. Садржај алкохола је у распону од 40 до 80%. 